# Ornella Havyarimana
Ornella Havyarimana, född 1 september 1994 i Kamenge, är en är en burundisk boxare som tävlar i flugvikt.
Havyarimana växte upp i ett fattigt område i Gitega och började boxa när hon var 15 år gammal. Då fanns det inga kvinnliga boxare i landet  så hon tränade med pojkar. Hennes far ansåg att boxning bara var en sport för män och bad henne välja mellan familjen och boxningen. Hon valde boxningen och uteslöts ur familjen. Dessutom tvingades hon  att avbryta sin skolgång och flytta till sin mormor. Havyarimana började snart att tävla internationellt och blev uttagen till att representera Burundi i de olympiska sommarspelen i Tokyo.
Havyarimana var fanbärare för Burundi vid invigningsceremonin i Tokyo och kom på nionde plats i kvinnornas flugvikt.
År 2022 vann hon en silvermedalj i sin klass vid de afrikanska amatörmästerskapen i boxning i Burundi och ställde upp i 
världsmästerskapen i Istanbul samma år med ambitionen att kvalificera sig till de olympiska sommarspelen i Paris 2024.